# Jasmine Rouge
Ştefania Pătrăşcanu (Bucarest, 13 de mayo de 1984), más conocida como Jasmine Rouge, es una actriz pornográfica y modelo erótica rumana retirada. Es la hermana de la actriz porno Antynia Rouge. En 2006 se casó con el actor y productor de películas pornográficas Titus Steel.

## Biografía
Ştefania Pătrăşcanu nació el 13 de mayo de 1984 en Bucarest, Rumania. Ştefania trabajaba como oficinista antes de entrar en la industria pornográfica, y descubrió por casualidad un anuncio en un periódico para un casting porno. Posteriormente se tomó algunas fotografías y las envió, después de esto comenzó su carrera en la industria del cine para adultos en 2001 en Alemania, a los 18 años de edad.
En julio de 2003 Jasmine fue elegida la Penthouse Pet de la versión rumana de la revista Penthouse. En 2006 Jasmine Rouge se casó con el actor y productor de películas pornográficas Titus Steel, y, en 2007, Rouge y Steel firmaron un contrato exclusivo con la agencia de talentos para adultos Gio Media. En octubre de 2008 firmó un contrato exclusivo con la productora Erotic Planet. Jasmine realizó más de 180 películas pornográficas, y es también la hermana de la actriz porno Antynia Rouge.

## Premios y nominaciones
| Año  | Premio           | Resultado | Categoría                                         | Película        |
| ---- | ---------------- | --------- | ------------------------------------------------- | --------------- |
| 2009 | Premios Erotixxx | Ganadora  | Mejor revelación alemana                          | —               |
| 2009 | Premios Hot d'Or | Nominada  | Mejor actriz europea                              | Les Soeurs Noël |
| 2010 | Premios Erotixxx | Ganadora  | Mejor actriz alemana                              | —               |
| 2011 | Premios Galaxy   | Nominada  | Prenominados de Europa: Mejor intérprete femenina | —               |